# Odcinki Wojsk Ochrony Pogranicza
Odcinek Wojsk Ochrony Pogranicza (KO OP) – samodzielny pododdział Wojsk Ochrony Pogranicza.

## Formowanie komend odcinków
Rozkazem organizacyjnym naczelnego dowódcy WP nr 0245/org. z 13 września 1945 roku powołano Wojska Ochrony Pogranicza. Do 1 października 1945 roku miano sformować Departament Wojsk Ochrony Pogranicza. Pośredni organ dowodzenia, wydziały WOP, organizowane były w nadgranicznych okręgach wojskowych. Sformowano łącznie sześć wydziałów służby pogranicza, jedenaście oddziałów ochrony pogranicza i siedemnaście samodzielnych kompanii łączności. Poszczególne oddziały ochrony pogranicza różniły się pod względem liczby komend odcinków i strażnic. Łącznie miały powstać 53 komendy odcinków oraz 249 strażnic.

## Struktura organizacyjna odcinka
Struktura komendy odcinka ochrony pogranicza w latach 1945-1946:
komendant odcinka
- zastępca komendanta odcinka do spraw liniowych
- zastępca komendanta odcinka do spraw polityczno-wychowawczych
- zastępca komendanta odcinka do spraw wywiadu
  - wydział wywiadu
- pomocnik komendanta odcinka do spraw gospodarczych
  - wydział gospodarczy
- szef sztabu odcinka
  - sztab odcinka
- służby:
  - inżynieryjna
  - chemiczna
  - psów służbowych
- punkt sanitarny
- punkt weterynaryjny
- pluton komendancki
- pluton łączności
- pluton transportowy
- strażnice (ilość zmienna)

Jesienią 1946 roku przeprowadzono reorganizację Odcinków. Etaty komend odcinków zmniejszono ze 147 do 63 żołnierzy.

## Wykaz komend odcinków w 1946
- 1 Komenda Odcinka Szklarska Poręba
- 2 Komenda Odcinka Leśna
- 3 Komenda Odcinka Bogatynia
- 4 Komenda Odcinka Zgorzelec
- 5 Komenda Odcinka Tuplice
- 6 Komenda Odcinka Sękowice
- 7 Komenda Odcinka Gubin
- 8 Komenda Odcinka Cybinka
- 9 Komenda Odcinka Słubice
- 10 Komenda Odcinka Słońsk
- 11 Komenda Odcinka Mieszkowice
- 12 Komenda Odcinka Chojna
- 13 Komenda Odcinka Szczecin
- 14 Komenda Odcinka Nowe Warpno
- 15 Komenda Odcinka Międzyzdroje
- 16 Komenda Odcinka Trzebiatów
- 17 Komenda Odcinka Koszalin
- 18 Komenda Odcinka Słupsk
- 19 Komenda Odcinka Lębork
- 20 Komenda Odcinka Sopot
- 21 Komenda Odcinka Elbląg
- 22 Komenda Odcinka Braniewo
- 23 Komenda Odcinka Bartoszyce
- 24 Komenda Odcinka Węgorzewo
- 25 Komenda Odcinka Kowale Oleckie
- 26 Komenda Odcinka Sejny
- 27 Komenda Odcinka Makowlany
- 28 Komenda Odcinka Michałowo
- 29 Komenda Odcinka Kleszczele
- 30 Komenda Odcinka Terespol
- 31 Komenda Odcinka Włodawa
- 32 Komenda Odcinka Hrubieszów
- 33 Komenda Odcinka Bełz
- 34 Komenda Odcinka Lubaczów
- 35 Komenda Odcinka Przemyśl
- 36 Komenda Odcinka Olszanica
- 37 Komenda Odcinka Baligród
- 38 Komenda Odcinka Komańcza
- 39 Komenda Odcinka Jasło
- 40 Komenda Odcinka Nowy Sącz
- 41 Komenda Odcinka Nowy Targ
- 42 Komenda Odcinka Czarny Dunajec
- 43 Komenda Odcinka Rajcza
- 44 Komenda Odcinka Ustroń
- 45 Komenda Odcinka Jastrzębie Zdrój
- 46 Komenda Odcinka Racibórz
- 47 Komenda Odcinka Głubczyce
- 48 Komenda Odcinka Prudnik
- 49 Komenda Odcinka Paczków
- 50 Komenda Odcinka Lądek Zdrój
- 51 Komenda Odcinka Bystrzyca Kłodzka
- 52 Komenda Odcinka Duszniki Zdrój
- 53 Komenda Odcinka Wałbrzych
- Krośnieńska Komenda WOP